# Полтава (локомотивне депо)
49°36′15.0″ пн. ш. 34°36′55.0″ сх. д. / 49.604167° пн. ш. 34.615278° сх. д.
Локомоти́вне депо́ «Полта́ва» Півде́нної залізни́ці (ТЧ-5) — структурний підрозділ Служби локомотивного господарства об'єднання «Південна залізниця». Знаходиться в Полтаві поблизу станції Полтава-Південна.

## З історії депо
Історія становлення Полтавського локомотивного господарства нерозривно пов'язана з розвитком Харківсько-Миколаївської, а потім Південної залізниці.

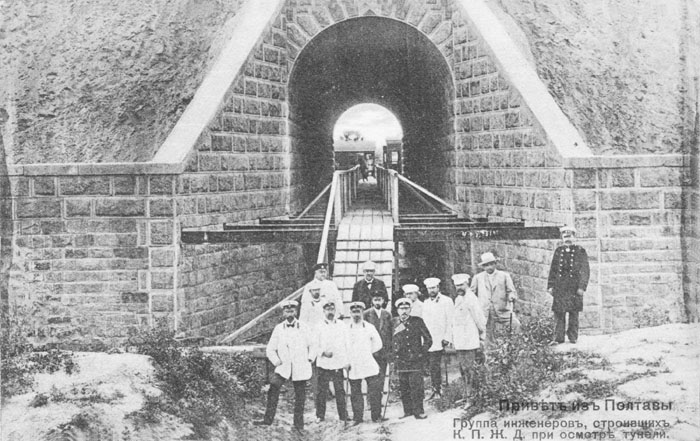
Інженери-залізничники на будівництві тунелю на Вороніна. Полтава

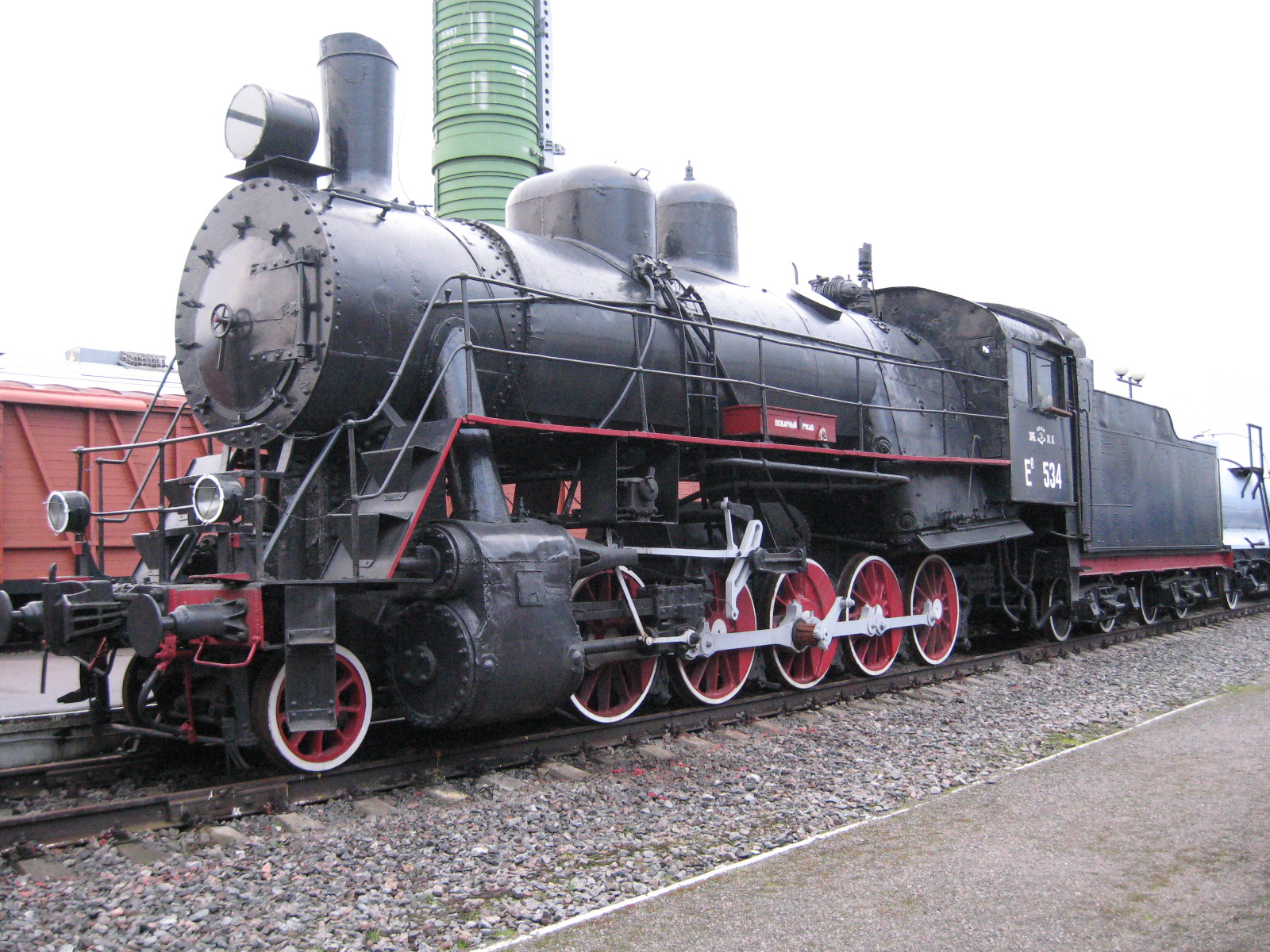
Паровоз типу Е. До початку 2000-х такі ще можна було побачити в Полтавському депо

Датою заснування локомотивного депо вважається 1870 рік — рік відкриття руху по залізничній лінії Кременчук — Полтава. На станції Полтава були побудовані два виробничі цехи: невеликий кам'яний на 9 паровозів і дерев'яний на 8 паровозів. Це були перші об'єкти Полтавської дільниці тяги — великого на той час промислового підприємства.
У 1871 році цехи увійшли до складу паровозоремонтних майстерень, які згодом стали Полтавським паровозоремонтним заводом, а Локомотивне депо було перенесено трохи північніше в бік Харкова.
На початку 20-го століття тут обслуговувалися паровози серії Б. До війни в депо Полтава експлуатувалися пасажирські, товарні та маневрові паровози серій Мр, Е, СО17, ФД, Су. В післявоєнний період вводиться тепловозна тяга. З 1961 року надходять товарні (вантажні) тепловози ТЕП10Л, маневрові ТГМ3. В 1970-х — пасажирські ТЕП10Л і важкі двосекційні 2ТЕ10Л. Потім 2ТЕ10М, пасажирські ТЕП60, дизель-поїзди ДР1П, маневрові ЧМЕЗ.
У 1980-х на зміну ТЕ3 і 2ТЕ10Л прийшли 2ТЕ116, ТЕП10 ставляться в запас, дизель-поїзди ДР1П замінюють новою серією ДР1А, надходять нові пасажирські тепловози ТЕП70. ТЕП60 ще деякий час використовувалися в поїзній роботі, але дедалі більше ставилися в запас і були порізані в середині 1990-х років.

## Напрямки діяльності депо, перспективи
Локомотивне депо — найбільший структурний підрозділ на залізниці за кількістю працівників. Локомотиви і рейкові автобуси, обслуговувані Полтавським локомотивним депо, забезпечують вантажні, пасажирські та приміські перевезення на території чотирьох областей України.

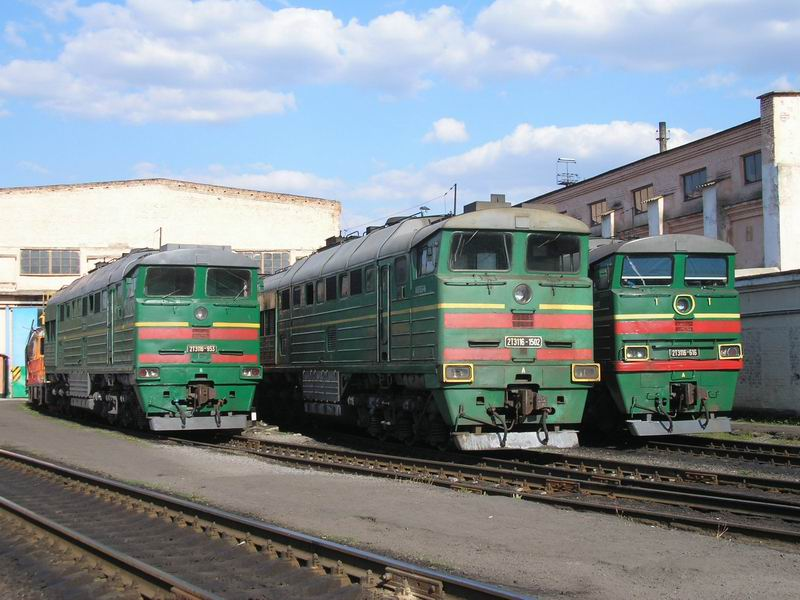
Локомотивне депо «Полтава» сьогодні

Сьогодні в депо експлуатуються вантажні тепловози 2ТЕ116, пасажирські ТЕП70, маневрові ЧМЕЗ і приміські дизель-поїзди ДР1А. На технічне обслуговування заходять тепловози з інших депо Південної залізниці. Після електрифікації залізниці освоєне обслуговування електропоїздів змінного струму ЕД9 та інших. У депо здійснюють капітальний ремонт дизель-поїздів ДР1А, виконують поточний ремонт тепловозів 2ТЕ116, ТЕП70 і ЧМЕ3, а також обслуговують та ремонтують ТЕМ2, ТГМ4, ТГМ40, що працюють на промислових підприємствах Полтави.
У 2005 році на залізниці освоєний новий тип рухомого складу — польські рейкові автобуси типу 620M, а у серпні 2008-го була завершена електрифікація станції Полтава-Південна. Електрифіковані також і шляхи локомотивного депо: розгорнута довжина контактної мережі ТЧ-5 складає сьогодні близько 9 км. В травні 2009 року в локомотивному депо Полтава з'явився перший електровоз власної приписки: ВЛ80Т-1030, який був переданий до Полтави з депо Знам'янка Одеської залізниці. А у травні—червні того ж року в депо надійшли ще чотири ВЛ80Т із Знам'янки. Сьогодні вони разом з електровозами ВЛ80К і ВЛ80Т водять вантажні і кілька пасажирських поїздів.